# Club Atlético Unión (Mar del Plata)
Club Atlético Unión es un club social y deportivo de la ciudad de Mar del Plata cuyas actividades más destacadas son el fútbol y básquetbol. Fue fundado el 1 de diciembre de 1926 y tiene su sede ubicada en la calle 9 de julio al 3749.
El 13 de noviembre de 2014 vence en el desempate de la zona 5 del Torneo Federal A 2014 a Talleres de Córdoba por 1 a 0 y asciende a la Primera B Nacional 2015. El club también ha disputado otros torneos nacionales como la Copa Argentina.
Tras haber descendido de la Primera B Nacional en 2015 y tener que disputar el Torneo Federal A 2016, el equipo se baja de este último y deja de participar en el fútbol de manera profesional, cerrando así un ciclo de ocho años consecutivos en el fútbol federal.
Actualmente participa de la Liga Marplatense de fútbol.

## Sede
A partir del año 1942, Unión siempre tuvo su sede en el mismo sitio. En un principio, famosa por sus kermeses se utilizaba como salón de fiesta, para luego transformarse en gimnasio deportivo.
En abril de 1993 un tornado azotó la ciudad de Mar del Plata y destruyó parte del techo.
A mediados de 1996 se re-inaugró la sede que actualmente cuenta con 3 gimnasios de piso flotante para la práctica de basquetbol, un gimnasio de pesas y otro donde se practica gimnasia; un buffet y salón para fiestas.

## Basquetbol
En la sede del Club alrededor de 250 chicos y chicas practican basquetbol, donde Unión es año a año uno de los animadores de los Torneos de la Asociación Marplatense de Básquetbol. Con más de 20 títulos en la Primera división local, el celeste ha participado del Campeonato Regional de Clubes desde el 2004 hasta el 2007.
En tanto desde el año 1997 se disputa ininterrumpidamente la Liga Junior.

## Patín
Cuna del Patín en la ciudad, Unión tiene el orgullo de haber visto nacer en la disciplina a Adalberto Lugea, quien batió el récord mundial de permanencia sobre patines en el año 1947.
Los éxitos en Patín se sucedieron varias décadas, en las que grandes patinadores de la historia como Scafati y Nora Vega vistieron la casaca celeste y blanca.

## Fútbol
La villa deportiva estuvo ubicada en Libertad y Tandil hasta que la adquirió la municipalidad de Mar del Plata.
Participa en los torneos de la Liga Marplatense de fútbol desde 1927. Obteniendo los campeonatos de 1946 y 2006. 
Este último le permitió disputar el Torneo del Interior 2007, en el que cayó en la final. 
A partir de ese momento se produjeron dos ascensos en forma consecutiva. Al Argentino B en 2008 tras vencer en la Promoción a Gimnasia de Santa Fe. Y al Argentino A en 2009 luego de derrotar en la final a Sportivo Belgrano de San Franscisco.
El 13 de noviembre de 2014 logra el importante ascenso a la Segunda División del Fútbol Argentino en el estadio Estadio Eva Perón de Junín al ganarle a Talleres 1-0 con gol de Joel Amoroso.
En 2016 deja de participar de manera profesional en el fútbol.

At. Liga Marplatense de Fútbol
Sr. Presidente Dr. Jorge R. Fernández
El motivo de la presente es solicitarle a Ud. comunique a su par del Consejo Federal de Fútbol, la dolorosa decisión de tener que desistir de nuestra participación en el campeonato Federal A de Fútbol del año 2016. Esta decisión tomada en el seno de nuestra Comisión Directiva, responde principal, pero no exclusivamente, a motivos de índole económico.
Por otra parte, y ante una eventual penalidad que vuestra Asociación pudiera determinar en contra de nuestra institución, ponemos de manifiesto que aceptaremos lo que se determine.
En nombre de la Comisión Directiva y de todas las familias de la institución, manifiesto el profundo orgullo que nos genera estos años de competencia en el fútbol nacional, habiendo obtenido no solo 3 ascensos, sino por sobre todas las cosas posicionando el nombre en lo más alto de las consideraciones del ambiente futbolístico. Así mismo agradecemos a la sub comisión de fútbol, Presidente e integrantes de la misma el aporte fundamental realizado todos estos años.
Sin más saludamos. Atte.
Leonardo Cordeiro – presidente del club atlético Unión de Mar del Plata.

En febrero de 2024, confirmó su deserción a participar del campeonato de la Liga Marplatense para la actual edición.

## Rivalidades
El clásico rival de Unión en básquet es Quilmes, clásico histórico en el básquet marplatense, con sus sedes distanciadas tan solo 3 cuadras, actualmente se enfrentan ya que ambos están en la Liga Argentina.
También mantiene una fuerte rivalidad con Club Atlético Alvarado

## Uniforme
- Uniforme Titular: Camiseta: Blanca con vivos Celestes en hombros y brazos. Pantalón: Negro. Medias: Celestes.
- Uniforme Suplente: Camiseta: Violeta. Pantalón: Negro. Medias: Celestes.

| Período       | Proveedor        |
| ------------- | ---------------- |
| 1980-1993     | Adidas           |
| 1994-2011     | Atlantic Sport's |
| 2011-2013     | Umbro            |
| 2013-Presente | Ge Sport         |

| Período       | Patrocinador     |
| ------------- | ---------------- |
| 1980-1993     | Mar del Plata    |
| 1994-2000     | Atlantic Sport's |
| 2000-2004     | Canal 8          |
| 2004-2009     | Bonano           |
| 2009-2012     | Rossi Rossi      |
| 2012-2014     | Ramof            |
| 2014-Presente | Rossi Rossi      |

## Estadio
El Estadio José María Minella es un recinto deportivo multiuso construido en la ciudad de Mar del Plata, Argentina. Fue inaugurado en 1978 con una capacidad de 35.354 espectadores y fue una de las sedes en donde se disputó el Mundial de 1978, de allí que se lo denominara Estadio Mundialista.
En él, hacen las veces de local los club de dicha ciudad que participan en torneos nacionales, como son: Club Atlético Alvarado y el Club Atlético Aldosivi, además del mencionado Club Atlético Unión.

## Datos del club
- Temporadas en Primera División: 0
- Temporadas en Primera B Nacional: 1 (2015)
- Temporadas en Torneo Federal A: 6 (2009/10-2014).
- Temporadas en Torneo Federal B: 1 (2008/09).
- Máximo goleador:   Gonzalo Klusener: 21 goles por campeonatos de AFA.

### Últimas Temporadas
| Temporada | Categoría                       | Fase                   | Pos.           |  | Copa                                       | Notas                                                                                      |
| --------- | ------------------------------- | ---------------------- | -------------- |  | ------------------------------------------ | ------------------------------------------------------------------------------------------ |
| 2005-06   | Liga Marplatense de fútbol (6ª) | Regular                | 1º             |  |                                            | Obtuvo el ascenso de categoría                                                             |
| 2007      | Torneo del Interior (5ª)        | Regular                | 2º             |  |                                            | Cayó derrotado en promoción por ascenso al Torneo Argentino A a manos de Deportivo Coreano |
| 2008      | Torneo del Interior (5ª)        | Regular                | 1º             |  |                                            | Obtuvo el ascenso de categoría                                                             |
| 2008-09   | Torneo Argentino B (4ª)         | Regular                | 1º             |  |                                            | Obtuvo el ascenso de categoría                                                             |
| 2009-10   | Torneo Argentino A (3ª)         | Apertura-Primera Fase  | 5º             |  |                                            |                                                                                            |
| 2009-10   | Torneo Argentino A (3ª)         | Clausura-Primera Fase  | 6º             |  |                                            |                                                                                            |
| 2010-11   | Torneo Argentino A (3ª)         | Primera Fase           | 2º             |  |                                            |                                                                                            |
| 2010-11   | Torneo Argentino A (3ª)         | Segunda Fase           | 4º             |  |                                            | Mejor puesto en Liga                                                                       |
| 2010-11   | Torneo Argentino A (3ª)         | Tercera Fase           | Elim.          |  |                                            |                                                                                            |
| 2011-12   | Torneo Argentino A (3ª)         | Primera Fase           | 5º             |  | Cuarta eliminatoria                        | 1ª Edición Copa Argentina                                                                  |
| 2011-12   | Torneo Argentino A (3ª)         | Segunda Fase           | 9º             |  |                                            |                                                                                            |
| 2011-12   | Torneo Argentino A (3ª)         | Tercera Fase           | Elim.          |  |                                            |                                                                                            |
| 2012-13   | Torneo Argentino A (3ª)         | Primera Fase           | 10º            |  | Cuarta eliminatoria                        |                                                                                            |
| 2012-13   | Torneo Argentino A (3ª)         | Reválida-Primera Ronda | 2º             |  |                                            |                                                                                            |
| 2012-13   | Torneo Argentino A (3ª)         | Reválida-Segunda Ronda | Elim.          |  |                                            |                                                                                            |
| 2013-14   | Torneo Argentino A (3ª)         | Primera Fase           | 8º             |  | Fase Inicial Regional II                   |                                                                                            |
| 2013-14   | Torneo Argentino A (3ª)         | Reválida-Primera Ronda | 3º (eliminado) |  |                                            |                                                                                            |
| 2014      | Torneo Federal A (3ª)           | Zona 5                 | 1º             |  | Segunda Etapa Fase Clasificatoria Regional |                                                                                            |

## Dirigencia

### Comisión Directiva
Actualizado a enero de 2015
- Presidente: Leonardo Cordeiro.
- Vicepresidente 1°: Francisco Pagano.
- Secretario: Rodrigo Otamendi
- Pro Secretario: Marcelo Oliver.
- Tesorero: Luis Alfonso.
- Pro Tesorero: Verónica Tixi.
- Vocales Titulares: Fernando Piovano, Alejandro Giaconi, Fabián Posse, Juan M. Feruglio, Mariano Bassino, María Galarreta.
- Vocales Suplentes: Norberto De Paz, Nicolás Spidalieri, Julián Martínez, Graciela García, Hector Castro, María Santamaría.
- Revisores de Cuentas Titulares: Matías Barrionuevo, Daniel Lucifora, Oscar Garino.

## Palmarés

### Torneos Regionales
- Liga Marplatense de fútbol (2): 1946, 2006.

### Torneos Nacionales
- Torneo Argentino B (1): 2008-09 (ascenso al Argentino A).
- Subcampeón Torneo del Interior (2): 2007 y 2008 (ascenso al Argentino B).

#### Otros logros
- Ganador de la zona 5 del Torneo Federal A 2014: ascenso a la Primera B Nacional.